# Maxo Kream
Emekwanem Ogugua Biosah Jr.  (Houston, Texas, 29 de marzo de 1990),  más conocido por su nombre artístico, Maxo Kream, es un rapero estadounidense. Su primer álbum, Punken, fue publicado en 2018, y seguidamente, su primer álbum con un sello discográfico, fue publicado en 2019, llamado Brandon Banks.

## Carrera musical
Kream tiene ascendencia nigeriana por parte de su padre, quien inmigró del país a Estados Unidos. Kream empezó a rapear mientras estaba en el instituto, formando parte del grupo Kream Clicc. En 2012, comenzó a ganar fama tras publicar en YouTube un remix sel sencillo Rigamortis de Kendrick Lamar. Sus primeros mixtapes, Retro Card y Quicc Strikes le empujaron en su carrera musical, superando alrededor de 85.000 hits en LiveMixtapes. En 2014, apoyó a Chief Keef en su tour por Texas.
En 2015, su mixtape #Maxo187, llamó la atención de varios medios como XXL Magazine y  Pitchfork entre los más destacados.
En 2018, publicó su álbum debut, llamado Punken.
El 27 de junio de 2019, Kream firmó un contrato con la discografía, Roc Nation.
El 19 de julio de 2019, publicó su primer álbum con un sello discográfico, llamado Brandom Banks.

## Problemas legales
El 22 de octubre de 2016, Maxo Kream fue arrestado con acusación por "crimen organizado" y estuvo en la cárcel de Fort Bend County en Richmond, Texas. Kream abandonó la cárcel al día siguiente de ingresar tras pagar la fianza de $200,000.

## Discografía

### Álbumes de estudio
| Título              | Detalles del álbum |
| ------------------- | --- |
| Punken              | - Publicación: 12 de enero de 2018 - Discografía: Kream Clicc, TSO - Formato: Descarga digital, streaming                         |
| Brandon Banks       | - Publicación: 19 de julio de 2019 - Discografía: Big Persona, 88 Classic, RCA, Roc Nation - Formato: Descarga digital, streaming |
| Weight of the World | - Publicación: 18 de octubre de 2021 - Discografía: RCA - Formato: Descarga digital, streaming                                    |

### Mixtapes
| Título           | Detallles del mixtape                                                                                     |
| ---------------- | --- |
| Retro Card       | - Publicación: 9 de abril de 2012 - Discografía: Publicado por el mismo - Formato: Descarga digital       |
| Quick Strikes    | - Publicación: 30 de septiembre de 2013 - Discografía: Publicado por el mismo - Formato: Descarga digital |
| #Maxo197         | - Publicación: 5 de marzo de 2015 - Discografía: TSO - Formato: Descarga digital                          |
| The Persona Tape | - Publicación: 28 de junio de 2016 - Discografía: Kream Clicc, TSO - Formato: Descarga digital            |

### Sencillos
| Título                                 | Año  | Álbum               |
| -------------------------------------- | ---- | ------------------- |
| "Cell Boomin" (ft. Father)             | 2015 | #Maxo187            |
| "Thirteen"                             | 2015 | #Maxo187            |
| "Out the Door" (ft. Key!)              | 2015 | The Persona Tape    |
| "Shop"                                 | 2015 | The Persona Tape    |
| "Grannies"                             | 2017 | Punken              |
| "5200"                                 | 2017 | Punken              |
| "Bussdown"                             | 2017 | Punken              |
| "Mars" (ft. Lil Uzi Vert)              | 2017 | Sin Álbum           |
| "Meet Again"                           | 2019 | Brandon Banks       |
| "Still"                                | 2019 | Brandon Banks       |
| "She Live" (ft. Megan Thee Stallion)   | 2019 | Brandon Banks       |
| "Big Persona" (ft. Tyler, the Creator) | 2021 | Weight of the World |